# Nommay
Nommay ist eine französische Gemeinde mit 1.601 Einwohnern (Stand: 1. Januar 2022) im Département Doubs in der Region Bourgogne-Franche-Comté.

## Geographie
Nommay liegt auf 333 m Meereshöhe, etwa fünf Kilometer nordöstlich der Stadt Montbéliard (Luftlinie). Das Dorf erstreckt sich im nordöstlichen Teil des Beckens von Montbéliard, am westlichen Rand der breiten Talebene der Savoureuse, am Fuß der Höhen der Grands Bois.
Die Fläche des 3,19 km² großen Gemeindegebiets umfasst einen Abschnitt der leicht gewellten Landschaft im Bereich der Burgundischen Pforte (Trouée de Belfort). Der östliche Teil des Gebietes wird von der ungefähr 1,5 Kilometer breiten Talebene der Savoureuse eingenommen, die durchschnittlich auf 325 m liegt. Durch diese Talebene fließt die Savoureuse mit mehreren Windungen nach Süden zum Allan. Verschiedene ehemalige Sand- und Kiesgruben sind heute mit Wasser gefüllt und dienen als Naherholungsgebiet von Montbéliard. Entlang dem Fluss verläuft eine Auwaldzone; ansonsten wird die Ebene landwirtschaftlich genutzt. Nach Westen erstreckt sich das Gemeindeareal über einen rund 20 m hohen Hang auf die angrenzenden Höhen von Nommay, die durch ein beim Dorf mündendes Trockental untergliedert sind. Ganz im Westen hat Nommay Anteil am Waldgebiet der Grands Bois. Hier wird mit 401 m die höchste Erhebung der Gemeinde erreicht.
Nachbargemeinden von Nommay sind Châtenois-les-Forges und Trévenans im Norden, Dambenois und Brognard im Osten, Vieux-Charmont im Süden sowie Grand-Charmont im Westen.

## Geschichte
Die erste urkundliche Erwähnung von Nommay erfolgte im Jahr 1147 unter dem Namen Novanna. Der Ortsname geht auf die Wörter neuf (neu) und meix (Wohnsitz) zurück. Seit dem 14. Jahrhundert gehörte die Dorfherrschaft der Adelsfamilie Grammont, die ihr Schloss auf der Anhöhe westlich des Dorfes hatte (heute keine Überreste mehr sichtbar) und unter der Oberhoheit der Grafen von Montbéliard stand. 1541 wurde die Reformation eingeführt. Nommay besaß nie eine eigene Kirche, es war stets nach Dambenois pfarrgenössig. Mit der Annexion der Grafschaft Württemberg-Mömpelgard (Montbéliard) gelangte das Dorf 1793 endgültig in französische Hand. Vom 17. bis zum 19. Jahrhundert wurde bei Nommay Eisenerz abgebaut. Mit der Eröffnung der Trambahn von Montbéliard nach Belfort wurde Nommay 1913 an das Netz des öffentlichen Verkehrs angeschlossen. Der Betrieb auf der Strecke wurde 1940 jedoch wieder aufgegeben. Heute gehört Nommay zum Gemeindeverband Pays de Montbéliard Agglomération.
|  |  |

## Bevölkerung
| Jahr                       | 1901 | 1954 | 1962 | 1968 | 1975 | 1982 | 1990 | 1999 | 2007 | 2016 |
| -------------------------- | ---- | ---- | ---- | ---- | ---- | ---- | ---- | ---- | ---- | ---- |
| Einwohner                  | 259  | 440  | 873  | 1097 | 1590 | 1635 | 1513 | 1485 | 1569 | 1655 |
| Quellen: Cassini und INSEE |      |      |      |      |      |      |      |      |      |      |

Mit 1601 Einwohnern (Stand 1. Januar 2022) gehört Nommay zu den kleineren Gemeinden des Départements Doubs. Nachdem die Einwohnerzahl in der ersten Hälfte des 20. Jahrhunderts nur langsam angewachsen war, setzte ab etwa 1955 eine markante Bevölkerungszunahme ein. Innerhalb von rund 20 Jahren vervierfachte sich die Einwohnerzahl. Mit ungefähr 1650 Einwohnern wurde zu Beginn der 1980er Jahre der bisherige Höchststand erreicht. Die Wirtschaftskrise und die Restrukturation der Industrie im Pays de Montbéliard in der Zeit von 1985 bis 1990 führten dazu, dass viele Arbeiter und Familien wegzogen. Demzufolge wurde ein deutlicher Bevölkerungsrückgang von knapp 10 % verzeichnet. Erst in den letzten Jahren wurde wieder eine steigende Tendenz beobachtet. Heute ist das Siedlungsgebiet von Nommay mit dem von Vieux-Charmont beinahe lückenlos zusammengewachsen.

## Wirtschaft und Infrastruktur
Im Verlauf des 20. Jahrhunderts entwickelte sich Nommay zu einer industriell geprägten Gemeinde und seit etwa 1960 zum Wohnvorort von Montbéliard. Heute sind in der Gemeinde verschiedene Betriebe des Klein- und Mittelgewerbes ansässig, vor allem in den Bereichen Mechanik, Transportgewerbe, Tiefbau, Metall- und Holzverarbeitung. Ferner gibt es zahlreiche Geschäfte des Einzelhandels für den täglichen Bedarf. Viele Erwerbstätige sind auch Wegpendler, die in den anderen Gemeinden der Agglomeration Montbéliard ihrer Arbeit nachgehen.
Die Ortschaft ist verkehrstechnisch gut erschlossen. Sie liegt an der Hauptstraße, die von Montbéliard nach Belfort führt. Der nächste Anschluss an die Autobahn A36 befindet sich in einer Entfernung von ungefähr zwei Kilometern. Weitere Straßenverbindungen bestehen mit Grand-Charmont und Dambenois. Mit den Städten Montbéliard und Belfort ist Nommay durch eine Buslinie verbunden.